# SUMMER CANDLES
「SUMMER CANDLES」（サマー・キャンドルズ）は、杏里22枚目のシングル。1988年7月13日発売。発売元はフォーライフ・レコード。

## 解説
アルバム『BOOGIE WOOGIE MAINLAND』からのリカットシングル。
アルバムはコンサートも想定して制作されており、アルバムの制作の過程でコンサートの中でメインになるバラードが欲しいということで本曲が制作された。
日本テレビ系水曜ドラマ『恋人も濡れる街角 URBAN LOVE STORY』主題歌、JT「サムタイム」の三代目CMソング。
この年、杏里は1度目の結婚をし、この曲の内容から結婚ソングの定番となる。
2006年にCHiYOがアルバム『名曲集』でカバーした。
『OPUS 21』『ANRI AGAIN〜Best Of Myself』『Surf City -Coool Breeze-』などで再録音され、『OPUS 21』のバージョンにはミュージック・ビデオも作られた。

## 収録曲
- 両楽曲　作詞: 吉元由美、作曲: 杏里、編曲: 小倉泰治

1. SUMMER CANDLES
  - 日本テレビ系水曜ドラマ『恋人も濡れる街角 URBAN LOVE STORY』主題歌、JT「サムタイム」CMソング。
2. 最後のサーフホリデー
  - カナダドライ「ジンジャーエール」CMソング。

## カバー
SUMMER CANDLES
- 星野みちる - カバーアルバム『マイ・フェイバリット・ソングス』（2016年9月7日）に収録[3]

## 関連作品
- BOOGIE WOOGIE MAINLAND
- MY FAVORITE SONGS 2